# Aymaria calilegua
Aymaria calilegua là một loài nhện trong họ Pholcidae. Loài này được phát hiện ở Peru, Bolivia và Argentina.